# Sportåret 1868

## Händelser

### Baseboll
- New York Mutuals vinner National Association of Base Ball Players.[1]

### Boxning
- 27 maj — Mike McCoole skall möta Joe Coburn vid Cold Spring Station i Indiana, USA i en match som kallas "Amerikanska tungviktsmästerskapet", men polisen ingriper och matchen kan inte hållas.  Coburn och hans tränare Jim Cusick arresteras.[2][3]
- 4 september — McCoole skall möta tidigare mästaren John C. Heenan utanför Saint Louis i Missouri, USA men matchen avbryts. McCoole fortsätter göra anspråk på den amerikanska mästerskapstiteln.[3]
- 12 november — McCooles enda hotfulle rival Jimmy Elliott besegrar Charley Gallagher i 23:e ronden på Peach Island utanför Detroit i Michigan, USA.[4]
- Okänt datum - Då de engelska boxarna Jem Mace och Tom Allen anländer till Amerika, gör flera anspråk på den amerikanska mästerskapstiteln, bland dem Joe Coburn och Bill Davis, men de mest trovärdiga anspråken görs av Jimmy Elliott och Mike McCoole.[5]

### Cricket
- 25 maj - Ett lag bestående av australiska aboroginer turnerar i England och möter Surrey Gentlemen.[6]
- Notthinghamshire CCC vinner County Championship [7].

### Cykel
- 31 maj - Dr. James Moore från Storbritannien vinner det första cykelloppet vid Parc fde Saint Cloud i Paris.[6]

### Lacrosse

#### Okänt datum
- Vita i Upstate New York, USA börjar spela lacrosse och spelet sprids till New Yorks storstadsregion, där lag snart organiseras.[8]

### Rodd

#### April
- 4 april - Oxfords universitet vinner universitetsrodden mot Universitetet i Cambridge.

## Födda
- 2 januari - Arthur Gore, brittisk tennisspelare (död 1928).
- 22 juli - Jim Hall, australisk mellanviktsboxare (död 1913).

### Fotnoter
1. ↑  ”Charlton's Baseball Chronology - 1868” (på engelska). Charlton's Baseball Chronology. Arkiverad från originalet den 20 juli 2009. https://web.archive.org/web/20090720054346/http://www.baseballlibrary.com/chronology/byyear.php?year=1868. Läst 15 augusti 2015.
2. ↑  Cyber Boxing Zone – Joe Coburn. läst 8 november 2009.
3. 1 2  Cyber Boxing Zone – Mike McCoole. läst 8 november 2009.
4. ↑  Cyber Boxing Zone – Jimmy Elliott.  läst 8 november 2009.
5. ↑  Cyber Boxing Zone – Jem Mace. läst 8 november 2009.
6. 1 2  ”Chronology of Sports”. Arkiverad från originalet den 22 juli 2011. https://web.archive.org/web/20110722012455/http://worldtimeline.info/sports/. Läst 18 juli 2011.
7. ↑  En inofficiell titel fram till december 1889 då första officiella County Championship spelades.
8. ↑  ”Lacrosse” (html). Arkiverad från originalet den 14 november 2007. https://web.archive.org/web/20071114130957/http://www.hickoksports.com/history/lacrosse.shtml. Läst 21 november 2007.